# هست و نیست
هست و نیست نام یک مجموعه تلویزیونی ایرانی به تهیه‌کنندگی محسن شایانفر و کارگردانی حسین سهیلی‌زاده و نویسندگی نادر وحید است که در سال ۱۳۹۶ تولید و در همان سال از شبکه دو پخش شد.

## بازیگران
| بازیگر          | نقش                 | توضیحات                                      |
| --------------- | ------------------- | -------------------------------------------- |
| فرهاد قائمیان   | فرهاد مشفق          | همسر نرگس پدر باران و مهیار برادر مژگان      |
| حمیدرضا پگاه    | حمید یگانه          | همسر الهام پدر اوا                           |
| عنایت الله بخشی | آقا جون (بابا قدرت) | پدر حمید                                     |
| الهام پاوه نژاد | الهام               | همسر حمید مادر اوا خواهر نرگس                |
| نگار عابدی      | نرگس                | همسر فرهاد مادر باران و مهیار خواهر الهام    |
| امیر دژاکام     | بهادر               | دوست حمید و فرهاد همسر سابق منصورخان(منصوره) |
| شقایق فراهانی   | منصورخان (منصوره)   | رئیس باند خلافکارها همسر سابق بهادر          |
| سیامک اطلسی     | جلال خرم            | رئیس شرکت همسر الناز                         |
| اکبر رحمتی      | خجسته               | هیئت مدیره شرکت                              |
| سیاوش خیرابی    | سیاوش معینی         | عاشق الناز                                   |
| نازنین کریمی    | مژگان               | خواهر فرهاد                                  |
| سولماز حصاری    | الناز               | همسر خرم                                     |
| آوا دارویت      | باران مشفق          | دختر فرهاد و نرگس خواهر مهیار                |
| علی مسلمی       | مهیار مشفق          | پسر نرگس و فرهاد برادر باران                 |
| غزاله اکرمی     | آوا یگانه           | دختر الهام و حمید                            |
| فرزین قره گزلو  |                     |                                              |

## عوامل
مدیر تصویر برداری: رضا شیبانی، آهنگساز : فرزین قره گزلو، صدابردار: مهدی آزادی، مدیرتولید: فرزین فرزادنیا، برنامه‌ریز: مسعود میمی، تدوین: امین عابدی، طراح صحنه و لباس: سهیل میرسپاسی، طراح گریم: مهرداد قلی پور، دستیار اول کارگردان: امین محمودی، منشی صحنه: فرشته حجازی، دستیار تهیه: فیروز قاسمی، دستیار تولید: ایمان صراف، مدیران تدارکات: جواد قاسمی و مهدی عباسی، مدیر مالی: ابراهیم تفرشی، تصویربردار پشت صحنه: امیر ژوبین و روابط عمومی: آیدین نادری

## موسیقی
| شماره | نام                          | خواننده        | مدت  |
| ----- | ---------------------------- | -------------- | ---- |
| ۱.    | «هست و نیست» (تیتراژ پایانی) | سینا شعبانخانی | ۲:۵۶ |